# (27525) Vartovka
(27525) Vartovka est un astéroïde de la ceinture principale.

## Description
(27525) Vartovka est un astéroïde de la ceinture principale. Il fut découvert le 29 avril 2000 à l'Observatoire d'Ondřejov par Petr Pravec et Peter Kušnirák. Il présente une orbite caractérisée par un demi-grand axe de 2,25 UA, une excentricité de 0,18 et une inclinaison de 4,9° par rapport à l'écliptique.

## Compléments